# L'homme qui aimait les femmes
L'Homme qui aimait les femmes (Brasil: O Homem que Amava as Mulheres / Portugal: O Homem que Gostava de Mulheres) é um filme francês de 1977 do gênero comédia dramática dirigido por François Truffaut. Em 1983, o filme foi refeito por Hollywood com o título The Man Who Loved Women.
O filme foi exibido no 27º Festival de Cinema Internacional de Berlim.

## Elenco
- Charles Denner…Bertrand Morane
- Brigitte Fossey…Geneviève Bigey
- Nelly Borgeaud…Delphine Grezel
- Geneviève Fontanel…Hélène (creditada como Genevieve Fontanel)
- Leslie Caron…Véra
- Nathalie Baye…Martine Desdoits
- Valérie Bonnier …Fabienne (creditada como Valerie Bonnier)
- Jean Dasté…Doutor Bicard
- François Truffaut…Homem no funeral (não creditado)[2]

## Sinopse
Na cidade francesa de Montpellier, em dezembro de 1976, ocorre o funeral de Bertrand Morane que é assistido por um grande número de mulheres. A história do homem é mostrada em flashback.
Morane é um homem de meia-idade que trabalha num laboratório onde faz experimentos sobre aerodinâmica de aviões e embarcações. Quando não está trabalhando, ele persegue compulsivamente várias mulheres que encontra nas ruas ou conhece em lojas ou escritórios. Ele vai atrás de uma que viu apenas as pernas e anota a chapa do carro. Ele tenta de todas as formas conseguir o nome dela e até choca seu carro contra um poste, tentando obter da seguradora a informação sob a alegação de que ela causara o acidente. Enfim uma funcionária da seguradora ouve suas reclamações e lhe dá o endereço, mas Morane não consegue se encontrar com a mulher pois o carro era de uma parente dela. Logo depois ele vai até a funcionária da seguradora e consegue um encontro. Ele tenta uma relação com a dona de uma loja (Hélène), que vestia um manequim com lingerie preta. Os dois saem mas a mulher não quer continuar a se encontrar com ele pois diz ser atraida só por homens mais jovens. Essa decepção o faz iniciar um livro, contando sua vida. Ele fala da mãe, da primeira namorada de adolescência e de sua primeira relação em um prostíbulo. Pouco depois, um policial o avisa que Delphine, esposa de médico que fora sua amante, saira da prisão e procura por ele. Em uma consulta médica, Morane descobre que contraira  uma doença venéria mas não sabe dizer de quem pegou pois havia dormido com seis mulheres no espaço de apenas doze dias.
Morane envia seu manuscrito a uma editora de Paris e a funcionária Genevieve aceita publicá-lo, sem antes também dormir com ele.